# FK Tomori Berat
Fotbollsklubben Tomori Berat är en albansk fotbollsklubb baserad i staden Berat. Klubbens hemmaplan är Tomori Stadium och de deltar för närvarande i den albanska andra divisionen.
Tomori Stadium byggdes 1985 och har 14.500 åskådare. Det är den tredje största stadion i Albanien efter Qemal Stafa Stadium och Loro Boriçi Stadium.
Tomoris största rivaler är Naftëtari, med Kuçovë bara 20 kilometer från Berat. 

## Meriter
Albaniens första division:
- Segrar (4): 1930, 1950–51, 1970–71, 1976–77

Albanska Superligan:
- Tvåa (1): 1999–2000

Albanska cupen:
- Tvåa (1): 1963–1964

Balkan Cup:
- Semifinal (1): 1991–1992

Albanien division 2:
- Segrare (1): 2015–2016

## Europeiska cuper
| Säsong    | Konkurrens | Omång | Land   | Team  | Hemma | Borta | Totalt |
| --------- | ---------- | ----- | ------ | ----- | ----- | ----- | ------ |
| 2000–2001 | UEFA Cup   | 1     | Cypern | APOEL | 2–3   | 0–2   | 2–5    |

### Senaste säsonger
| År        | Division                        | Placera |
| --------- | ------------------------------- | ------- |
| 1999–2000 | Albanska Superliga (I)          | 2:e     |
| 2000–2001 | Albanska Superliga (I)          | 12th    |
| 2001–2002 | Albanska Superliga (I)          | 14:e    |
| 2002–2003 | Albanas första division (II)    | 1:a     |
| 2003–2004 | Albanas första division (II)    | 6:e     |
| 2004–2005 | Albanas första division (II)    | 4:e     |
| 2005–2006 | Albanas första division (II)    | 6:e     |
| 2006–2007 | Albanas första division (II)    | 16:e    |
| 2007–2008 | Albanas första division (II)    | 16:e    |
| 2008–2009 | Albanska andra divisionen (III) | 3:e     |
| 2009–2010 | Albanska andra divisionen (III) | 2:e     |
| 2010–2011 | Albanisk första division        | 2:e     |
| 2011–2012 | Albanska Superliga (I)          | 10:e    |
| 2012–2013 | Albanska Superliga (I)          | 12th    |
| 2013–2014 | Albanas första division (II)    | 4:e     |
| 2014–2015 | Albanas första division (II)    | 9:e     |
| 2015–2016 | Albanska andra divisionen (III) | 1:a     |
| 2016–2017 | Albanas första division (II)    | 5:e     |
| 2017–2018 | Albanas första division (II)    |         |

### Kända spelare
- Theodhor Arbëri
- Arben Arbëri
- Përparim Kovaçi
- Klodian Arbëri
- Polizoi Arbëri
- Kliton Bozgo
- James Adeniyi
- Ilirjan Çaushaj

### Skyttekungar
| Säsong | Spelare         | Klubb  | mål |
| ------ | --------------- | ------ | --- |
| 1980   | Përparim Kovaçi | Tomori | 18  |
| 1987   | Arben Arbëri    | Tomori | 14  |
| 1991   | Kliton Bozgo    | Tomori | 29  |
| 2000   | Klodian Arbëri  | Tomori | 18  |

| - Mon Xhamo (1973) - Gëzim Mukli (1990–1991) - Fatos Karkanjoz (1992–1994) - Kristaq Mile (1994) - Fatos Karkanjoz (1995) - Kristaq Mile (1995) - Fatos Karkanjoz (1996) - Kristaq Mile (1996–1997) - Theodhor Arbëri (1998–2000) - Kristaq Mile (2000–2001) - Theodhor Arbëri (2001) - Saimir Dauti (2001–2002) - Kristaq Mile (2002) - Eqerem Memushi (jul 2010–22 jan 2011) - Artan Bano (22 jan 2011–maj 2011) - Përparim Daiu (sug 2011–2 okt 2011) | - Eqerem Memushi (2 okt 2011–15 mar 2012) - Madrit Muzhaj (interim) (Mar 2012) - Ernest Gjoka (15 mar 2012–jun 2012) - Kristaq Mile (jul 2012–8 nov 2012) - Madrit Muzhaj (nov 2012–jun 2014) - Eqerem Memushi (jul 2014–dec 2014) - Madrit Muzhaj (dec 2014–apr 2015) - Kristaq Mile (apr 2015–maj 2015) - Bledar Sinella (aug 2015–nov 2016) - Gentian Stojku (nov 2016–apr 2017) - Santiljano Dule (jul 2017–nov 2017) - Gersi Arbëri (nov 2017–sep 2018) - Bledar Devolli (sep 2018–dec 2018) - Santiljano Dule (jan 2019– ) |